# Vladimir Borisovič Berenštejn
Vladimir Borisovič Berenštejn (Kam"janec'-Podil's'kyj, 7 novembre 1927 – 1993) è stato un regista sovietico.

## Filmografia parziale

### Regista
- Ver'te mne, ljudi (1964)
- Nejtral'nye vody (1968)